# Subric
Un subric est un mets classique de la cuisine française, très en vogue au début du XXe siècle. Les subrics ressemblent à des petites galettes, ou crêpes épaisses, souvent de la taille d'un petit macaron, ce qui permet alors de les manger d'une bouchée.
Ils peuvent être servis en amuse-gueule, en hors-d’œuvre chauds, en entrée ou comme garniture de plats divers. Parfois sucrés, ils font alors partie des desserts.

## Historique
L'apparition des subrics au XIXe siècle est attestée, en France, par les ouvrages culinaires d'Urbain Dubois : La Cuisine classique en 1868, puis Cuisine de tous les pays, en 1872. Ils sont cependant absents du Grand dictionnaire de cuisine d'Alexandre Dumas, qui parait à la même époque. Ils n'étaient pas mentionnés dans les ouvrages classiques parus auparavant, comme Le Cuisinier royal, en 1817 ou Le Cuisinier parisien, en 1838.
Selon Bouillet, ils proviennent de la cuisine polonaise. Il écrit dans son dictionnaire : « Subrics : mets polonais, sorte de petits soufflés d'épinards ».
Très prisés dans la première moitié du XXe siècle, ils sont un peu tombés ensuite en désuétude, mais réapparaissent au début du XXIe siècle, aussi bien au niveau de l'enseignement professionnel, dans la cuisine ménagère, comme en témoignent les nombreuses recettes disponibles sur Internet, ainsi qu'à la table de grands chefs qui les réinventent et les adaptent à la cuisine moderne.

## Étymologie
Elle est incertaine et contradictoire :
- Une origine souvent avancée est qu'ils doivent leur nom à leur ancien mode de cuisson, « sur les briques » du foyer[10]. Il s'agirait d'une possible déformation de « surbriquet[11] ».
- Pour d'autres, le mot serait d'origine provençale, sobrá signifiant « être de reste », « ce qui reste », en se référant à Prosper Montagné et au docteur Gottschalk (1938)[12]. Il s'agirait de cuisiner des restes.
- Une troisième hypothèse est que l'étymologie provienne d'un terme de la cuisine polonaise[6],[1],[2].

## Modes de préparation
De nombreuses recettes et variantes existent, mais la marche générale est la suivante : les subrics sont constitués d'éléments déjà cuits (viande, foie de volaille, légumes, etc.), réduits en hachis ou en purée, puis liés avec de la farine (sauce béchamel ou allemande, pâte à crêpe…). Ils peuvent être enrichis de beurre, de crème, d’œufs, de fromage. L'appareil obtenu, assez épais, est ensuite sauté par petites portions, quelques minutes, dans du beurre clarifié.
Les subrics se rapprochent des croquettes, des cromesquis, des beignets avec lesquels ils sont parfois confondus, bien que leur mode de cuisson diffère, car ils ne sont pas frits,,. De même, traditionnellement, les subrics ne sont pas panés à l'anglaise, à l'inverse des croquettes.   
Les subrics sucrés sont à la semoule, au riz, et souvent servis avec un coulis de fruits, de la confiture, des fruits pochés.

## Quelques exemples dans la cuisine classique et moderne
- Au XIXe siècle : subrics d'épinards, de foie gras, de cervelle, à l'italienne, piémontais, de semoule (sucrés)[13].
- Au XXe siècle et de nos jours : subrics d'épinards[7], toujours très répandus, aux champignons de Paris[14], au fromage de Laguiole et aux girolles de pays (Sébastien Bras)[9], subrics d'entremets au riz[10].